# Jerzy Przyborowski
Jerzy Andrzej Przyborowski (ur. 26 września 1964 w Łasinie) – polski agronom, doktor habilitowany nauk rolniczych, profesor uczelni na Uniwersytecie Warmińsko-Mazurskim w Olsztynie i jego rektor w kadencjach 2020–2024 oraz 2024–2028.

## Życiorys
Absolwent Akademii Rolniczo-Technicznej w Olsztynie. Doktoryzował się w 1992 w Szkole Głównej Gospodarstwa Wiejskiego w Warszawie w oparciu o rozprawę pt. Indukcja haploidów ogórka (Cucumis sativus L.) i ich charakterystyka, której promotorem była profesor Katarzyna Niemirowicz-Szczytt. Stopień doktora habilitowanego uzyskał w 2004 na Uniwersytecie Warmińsko-Mazurskim w Olsztynie na podstawie pracy zatytułowanej: Pre- i postzygotyczne bariery przy krzyżowaniu wybranych gatunków z rodzaju Lupinus. Specjalizuje się w biotechnologii, genetyce i hodowli roślin.
Zawodowo związany z Akademią Rolniczo-Techniczną w Olsztynie oraz powstałym w jej miejsce Uniwersytetem Warmińsko-Mazurskim w Olsztynie, na którym objął stanowisko profesora uczelni w Katedrze Hodowli Roślin i Nasiennictwa na Wydziale Kształtowania Środowiska i Rolnictwa. W latach 2012–2020 był prorektorem olsztyńskiej uczelni (w pierwszej kadencji do spraw kształcenia, a w drugiej do spraw kształcenia i studentów). W czerwcu 2020 został wybrany na rektora UWM w kadencji 2020–2024. W marcu 2024 uzyskał reelekcję na drugą czteroletnią kadencję.

## Odznaczenia i wyróżnienia
Odznaczony Brązowym Krzyżem Zasługi (2007) i Medalem Komisji Edukacji Narodowej. Laureat nagrody zespołowej „Zielony Feniks“ za osiągnięcia naukowe i badawcze w zakresie ekoenergetyki.